# من خوب من بد
من خوب من بد (انگلیسی: Good Me Bad Me) یک رمان معماییمهیج نوشتهٔ الی لند است که در سال ۲۰۱۷ منتشر شد و در لیست پرفروش‌ترین کتاب‌های سال قرار گرفت.